# Ida Auken
Ida Auken (ur. 22 kwietnia 1978 we Frederiksbergu) – duńska polityk i teolog, parlamentarzystka, w latach 2011–2014 minister środowiska.

## Życiorys
Ida Auken urodziła się we Freriksbergu, wydzielonej dzielnicy Kopenhagi, jako córka historyka literatury Erika A. Nielsena i polityk Margrete Auken. W młodości trenowała piłkę ręczną w kopenhaskim klubie Ajax. W 2006 ukończyła studia teologiczne na Uniwersytecie Kopenhaskim. Jako pastor praktykowała w kaplicach szpitalnych i więziennych. W latach 2004–2007 pracowała jako redaktor w wydawnictwie Alfa, w 2006 została także wykładowczynią teologii na macierzystej uczelni. Opublikowała trzy książki o tematyce teologicznej.
Zaangażowała się w działalność polityczną w ramach Socjalistycznej Partii Ludowej. W 2007 i 2011 z jej ramienia uzyskiwała mandat posłanki do Folketingetu. W październiku 2011 została mianowana ministrem środowiska w tworzonym przez lewicową koalicję rządzie premier Helle Thorning-Schmidt. Zakończyła urzędowanie w lutym 2014. W tym samym miesiącu przeszła do Duńskiej Partii Socjalliberalnej. Z ramienia tego ugrupowania w wyborach w 2015 i 2019 ponownie była wybierana do duńskiego parlamentu. W 2021 ponownie zmieniła przynależność partyjną, dołączając do Socialdemokraterne, z ramienia socjaldemokratów w 2022 z powodzeniem ubiegała się o poselską reelekcję.

## Publikacje
- Livet efter døden i de store verdensreligioner (2006)
- Jesus går til filmen – Jesusfiguren i moderne film (2007)
- Konstellationer – kirkerne og det europæiske projekt (2007)